# Claire Skinner
Claire L. Skinner (Hemel Hempstead, Hertfordshire; 1965) es una actriz inglesa conocida por sus papeles televisivos.

## Biografía
Nacida y criada en Hemel Hepstead, Skinner, la hija pequeña de un tendero y una secretaria nacida en Irlanda, fue una niña tímida. Su sueño era ser actriz y empezó desde muy joven a introducirse en su ambición. Interpretaba todo el tiempo, descuidando el trabajo escolar, en la Cavendish School, y "apenas logrando pasar la escuela primaria". Siguió estudiando en la London Academy of Music and Dramatic Art, y después se unió a la Royal Shakespeare Company.

## Carrera
Su primer papel fue en Hanky Park, de Walter Greenwood, en el Oldham Repertory Theatre, qu ella describió como un "comienzo verdaderamente tradicional".
Skinner es conocida por su papel de Clare en la comedia británica Life Begins, y como Lucinda, la sous chef de la primera temporada de Chef!, junto a Lenny Henry. Más recientemente, ha interpretado a Su en la premiada sitcom de la BBC Outnumbered. Durante muchos años, ha preferido el teatro a la pantalla, porque ha quedado decepcionada por sus proyectos televisivos ("sin contar los trabajos de Mike Ligh"), "no sólo al ver el resultado final, sino también porque no ha despegado".
Skinner ha trabajado con directores como Mike Leigh, Trevor Nunn, Tim Burton y Sam Mendes, pero ella recuerda a un director en particular, Alan Ayckbourn, cuando empezaba: "Fue una gran influencia para mí al empujarme tan duro, pero cada director con el que trabajas tiene una gran influencia de un modo u otro, ellos te empujan". También ha hecho apariciones en programas de televisión como Lark Rise to Candleford donde durante dos episodio interpretó a la Sra. Macey. Apareció en el especial navideño de Doctor Who de 2011, El Doctor, la viuda y el armario.

### Vida personal
Está casada con el director Charles Palmer, hijo del actor Geoffrey Palmer. Tienen dos hijos.

## Filmografía

### Cine
- The Rachel Papers (1989)
- Life Is Sweet (1990)
- Naked (1993)
- I.D. (1994)
- The Return of the Native (1994)
- Clockwork Mice (1995)
- You're Dead… (1999)
- Sleepy Hollow (1999)
- Mauvaise Passe aka Escort (1999)
- El diario de Bridget Jones (2001)
- And When Did You Last See Your Father? (2007)
- Act of Memory (corto) (2011)
- Boxing Day (2021)

### Teatro
- The Playboy of the Western World de J.M. Synge
- The Revengers' Comedies de Alan Ayckbourn, Stephen Joseph Theatre, (1989)
- Taking Steps-Revival de Alan Ayckbourn, Stephen Joseph Theatre, (1990)
- Invisible Friends de Alan Ayckbourn, Cottlesloe Theatre, National Theatre, (1991)
- Measure for Measure de William Shakespeare, Young Vic Theatre, Royal Shakespeare Company, (1992)
- The Importance of Being Earnest de Oscar Wilde, (1993)
- Moonlight, de Harold Pinter, London's West End, (1993)
- Look Back in Anger, de John Osborne, Royal Exchange, Manchester, (1995)
- Charley's Aunt, de Brandon Thomas, Royal Exchange, Manchester,  (1995)
- The Glass Menagerie, de Tennessee Williams, Donmar Warehouse and Comedy Theatre, (1995)
- Othello de William Shakespeare, Lyttelton Theatre, Royal National Theatre, (1997)
- The Winter's Tale de William Shakespeare, Olivier Theatre, Royal National Theatre, (2001)
- Mrs. Affleck, National Theatre, (2009)[8]
- Deathtrap de Ira Levin, Noël Coward Theatre (2010)

### Televisión
| - Inspector Morse (1989) - Chef! (1993) - The Peter Principle (1997–2000) - A Dance to the Music of Time (1997) - Brass Eye (1997) - The Wingless Bird (1997) - Second Sight (1999) - Perfect Strangers (2001) - Bedtime (2001) | - Eroica (2003) - The Booze Cruise (2003) - Trevor's World of Sport (2003) - Agatha Christie's Marple (2005) - Life Begins (2004–2006) - Murphy's Law (2004) - The Genius of Mozart (2004) - The Family Man (2006) - Kingdom (2007) - The Trial of Tony Blair (2007) | - Burn Up (2007) - Outnumbered (2007–present) - Sense and Sensibility (2008) - Agatha Christie's Poirot (2008) - The Commander (2008) - Lark Rise to Candleford (2008) - Trinity (2009) - Moving On (2010) - Doctor Who (2011) - Homefront (2012) |

## Premios
- 1992 – Ganó – Geneva Stars de Demain Mejor Actriz Life Is Sweet.[10]

- 1995 – Ganó – Critics' Circle Theatre Award Mejor actriz The Glass Menagerie.[11]
- 1995 – Ganó – Premio Time Out a la Mejor Actriz del Off West End The Glass Menagerie.[12]
- 1996 – Nominada – Premio Laurence Olivier Mejor actriz de reparto The Glass Menagerie.[13]
- 2009– Nominada – BAFTA Mejor interpretación cómica Outnumbered.[14]